# Niolamia
Niolamia is een geslacht van uitgestorven schildpadden uit de familie Meiolaniidae die tijdens het Eoceen in Zuid-Amerika leefde. De typesoort is Niolamia argentina.

## Fossiele vondsten
Fossielen van Niolamia zijn gevonden in Patagonië en dateren uit het Midden-Eoceen, ongeveer 40 miljoen jaar geleden.

## Kenmerken
Niolamia had een schild van ongeveer 1,2 meter lang. Deze schildpad leefde op het land en was een herbivoor.